# 南非航空201號班機空難
南非航空201號班機是南非航空一架的來回倫敦希斯洛機場至南非奥利弗·坦博国际机场定期航班，1954年4月8日，一架彗星型客機（DH-106型）從羅馬前往約翰尼斯堡途中於地中海上空爆炸解體，機上共有21名乘客罹難。

## 原因
在此次事故前，彗星型客機已發生數次事故，英國海外航空781號班機空難發生後，英國海外航空立即停飛旗下所有同型機，其他航空公司隨即跟進。
意外調查發現彗星型客機的設計出現嚴重瑕疵：機身蒙皮厚度不足，機上的加壓系統在飛機長期在高空、高速環境下，機內外氣壓不平均，導致金屬疲勞，最終從機頂天窗的鉚釘部分爆裂。飛機突然在高空失壓，機上的乘客亦因機艙的氣壓突變而往機頂撞擊，這亦與驗屍結果吻合。
飛機機體雖然以流線型設計，可是卻不能長時間承受高速飛行時的衝擊。一些曾駕駛過彗星型客機的機長表示，飛機在高速飛行時，好像遭遇到強大的阻力。因此，調查員認為，飛機同時承受內外氣壓不均，加速了金屬疲勞導致空難。